# Satoshi
Satoshi  è un nome proprio di persona giapponese maschile.

## Origine e diffusione
Si basa sul giapponese 聡, e significa "che pensa chiaramente", "perspicace", "saggio".

## Onomastico
Il nome è adespota, cioè non è portato da alcun santo, quindi l'onomastico ricade il 1º novembre ad Ognissanti.

## Persone

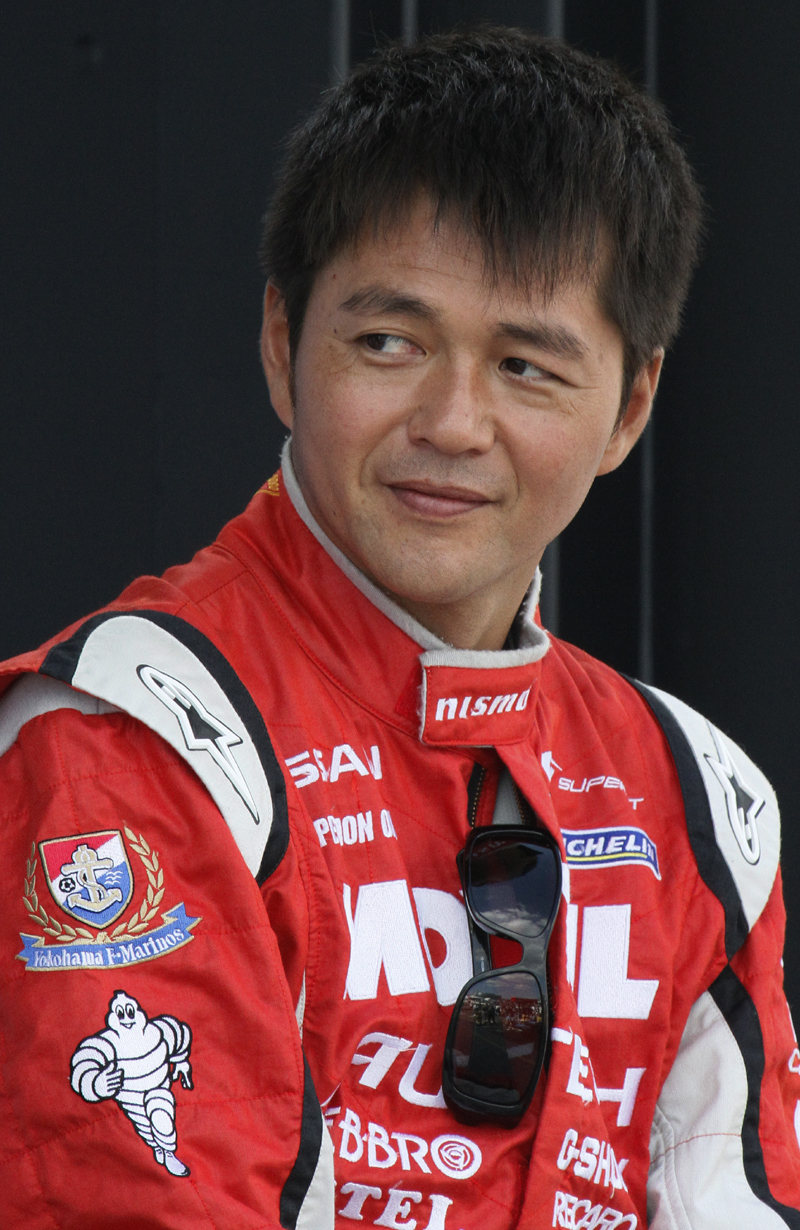
Satoshi Motoyama

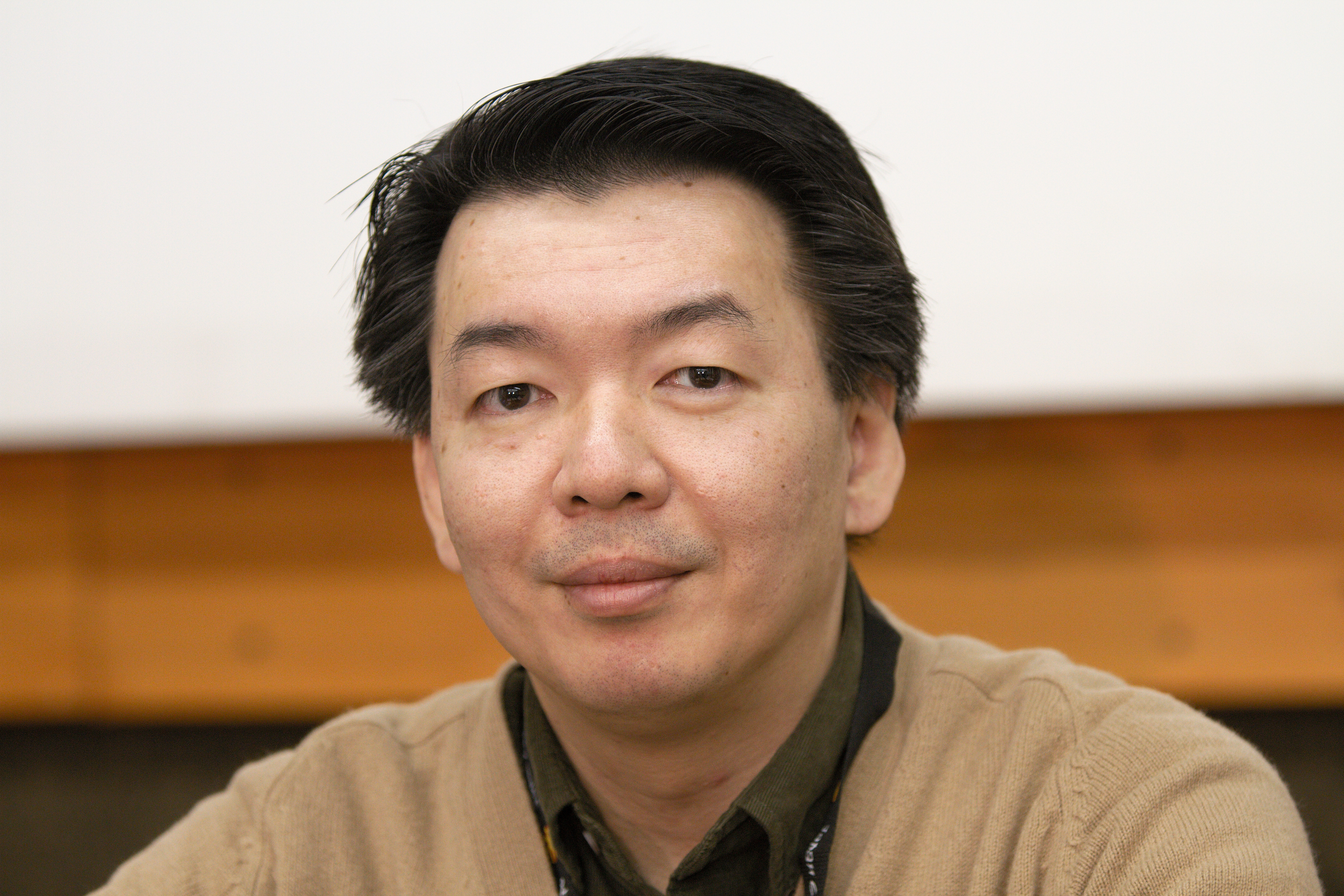
Satoshi Urushihara

- Satoshi Furukawa, astronauta e medico giapponese
- Satoshi Hino, doppiatore giapponese
- Satoshi Horinouchi, calciatore giapponese
- Satoshi Ishii, judoka e artista marziale misto giapponese
- Satoshi Kamiya, artista giapponese
- Satoshi Kawata, scienziato giapponese
- Satoshi Kon, regista, sceneggiatore e character designer giapponese
- Satoshi Matsuda, attore, cantante e doppiatore giapponese
- Satoshi Miyauchi, calciatore giapponese
- Satoshi Motoyama, pilota automobilistico giapponese
- Satoshi Mori, combinatista nordico giapponese
- Satoshi Nakamoto, lo pseudonimo inventore dei Bitcoin
- Satoshi Tajiri, informatico giapponese
- Satoshi Tezuka, calciatore giapponese
- Satoshi Tomiie, DJ e produttore giapponese
- Satoshi Tsumabuki, attore e cantante giapponese
- Satoshi Tsunami, allenatore di calcio e calciatore giapponese
- Satoshi Urushihara, fumettista, illustratore e character designer giapponese
- Satoshi Watanabe, fisico giapponese
- Satoshi Yamaguchi (1959), calciatore giapponese
- Satoshi Yamaguchi (1978), calciatore giapponese

## Il nome nelle arti
- Satoshi è un personaggio della serie animata Higurashi no naku koro ni.
- Satoshi (サトシ?) è il nome giapponese di Ash Ketchum, protagonista dell'anime Pokémon.
- Satoshi Hiwatari è un personaggio del manga D•N•Angel.